# Auguste Le Borgne de Kerambosquer
Auguste Le Borgne de Kerambosquer, né à Nantes le 28 octobre 1838 et mort à Saint-Brieuc le 3 décembre 1903, est un officier général français qui a participé à la campagne du Tonkin.
Il effectue toute sa carrière dans la Marine nationale et termine au grade de contre-amiral.

## Biographie

### Famille
Auguste est le fils du professeur Joseph Armand Marie Le Borgne de Kerambosquer (1799 - 1867) et de son épouse Joséphine Rault (1803 - 1878).  
Son grand-père, Jean-Yves Rault, s'engage comme mousse à 13 ans en 1780 dans l'escadre de Grasse, sur l' Auguste. Il participe à la guerre d'Indépendance des États-Unis et à la victoire de la baie de Chesapeake. Rentré en France le 28 juin 1783, il apprend qu'une très grande expédition se prépare à la recherche de l'Astrolabe et de la Boussole. Il embarque ainsi sur l' Espérance et participe donc à toutes les péripéties de l'expédition d'Entrecasteaux. 
Un des fils d'Auguste, le lieutenant Henry Le Borgne de Kerambosquer, fut un des premiers brevetés pilote militaire. Il est mort pour la France le 7 mai 1917 à Bizerte (Tunisie) aux commandes de son hydravion.

### Carrière militaire
Auguste entre à l'école Navale en 1854 sur le Borda. En 1856, il est affecté dans le Pacifique à la Station des Mers du Sud, sur la frégate la Persévérante et participe à la surveillance des côtes du Pérou, du Chili et de l'île de Tahiti. En 1856, lieutenant de vaisseau, il est affecté sur le Vaisseau École d'Application des aspirants, le Jean-Bart, en tant que professeur chargé des montres. Ces campagnes se déroulent dans l'Atlantique Nord.
En mai 1871, il est affecté comme officier en second sur ponton La Marne chargé de la surveillance des prisonniers de la Commune en attente de leur jugement. Il s'efforce d'adoucir le sort de ces prisonniers sur ce ponton, ce qui lui vaudra un hommage de reconnaissance de leur part. Le 1er mai 1874, il prend le commandement de l'aviso à vapeur Coëtlogon, bâtiment qui transporte des passagers, troupes, famille et aussi des bagnards à destination de Nouméa où il y restera deux ans et demi. 
En 1883, il commande le transport de 1re classe Nive avec lequel il participe aux campagnes du Tonkin, de Chine et d'Annam sous les ordres de l'amiral Courbet. Par la suite, il sert dans l’escadre de la Méditerranée occidentale et du Levant sur le cuirassé de croisière Bayard en 1887 en qualité de commandant. 
Le 9 octobre 1891, il est chargé de suivre les travaux d'achèvement croiseur cuirassé Dupuy-de-Lôme dont il prendra le commandement le 1er avril 1892.
Trois ans plus tard, il est nommé contre-amiral et devient le chef d'état-major du 2e d'arrondissement maritime à Brest. C'est dans ces fonctions qu'il gère l'organisation des secours lors du naufrage du Drummond Castle, le 17 juin 1896 au large de l'île Molène. Cela lui vaut la médaille d'honneur en argent décernée par la Reine Victoria. En 1896, il occupe les fonctions de major général de la Marine à Brest sous les ordres de l'amiral Barrera. Il participera notamment à préparer la Marine dans le cadre de la crise de Fachoda. Il quitte le service actif en 1900 après 46 années au service de la Marine.
Il se retire à Saint-Brieuc où il meurt trois années plus tard. Il est enterré au cimetière du Père Lachaise.

## Grades successifs
- 1855 : aspirant de deuxième classe
- 1859 : enseigne de vaisseau
- 1864 : lieutenant de vaisseau
- 1870 : capitaine de corvette
- 1879: capitaine de frégate
- 1886 : capitaine de vaisseau[10]
- 1895 : contre-amiral[11]

## Récompenses et distinctions

### Françaises
- Commandeur de la Légion d'honneur en 1898 (chevalier en 1869, officier en 1884).
- Médaille commémorative de l’expédition du Tonkin.
- Médaille du mérite agricole.
- Officier de l’instruction publique.

### Étrangères
- Grand-croix de l’ordre de Saint-Stanislas (Russie)[12].
- Grand officier de l’ordre du Medjidié.
- Commandeur de l'ordre du Nichan Iftikhar (Tunisie).
- Commandeur de l’ordre royal du Cambodge.